# 햄릿 (1990년 영화)
햄릿(Hamlet)은 미국, 영국, 이탈리아에서 제작된 프란코 제피렐리 감독의 1990년 드라마, 멜로/로맨스 영화이다. 멜 깁슨 등이 주연으로 출연하였고 다이슨 로벨 등이 제작에 참여하였다.

## 출연

### 주연
- 멜 깁슨
- 글렌 클로즈
- 앨런 베이츠
- 폴 스코필드
- 이안 홈
- 헬레나 본햄 카터

### 조연
- 스티븐 딜레인
- 나다니엘 파커
- 마이클 말로니
- 존 맥케너리
- 숀 머레이
- 트레버 피콕

## 제작진
- 원작자: 윌리엄 셰익스피어
- 미술: 단테 페레티
- 의상: 모리지오 밀렌노티